# Bureysky (huyện)
Huyện Bureysky (tiếng Nga: ? райо́н) là một huyện hành chính tự quản (raion), của Tỉnh Amur, Nga. Huyện có diện tích 7049 km². Trung tâm của huyện đóng ở Novobureyskyy.